# Sasbachried

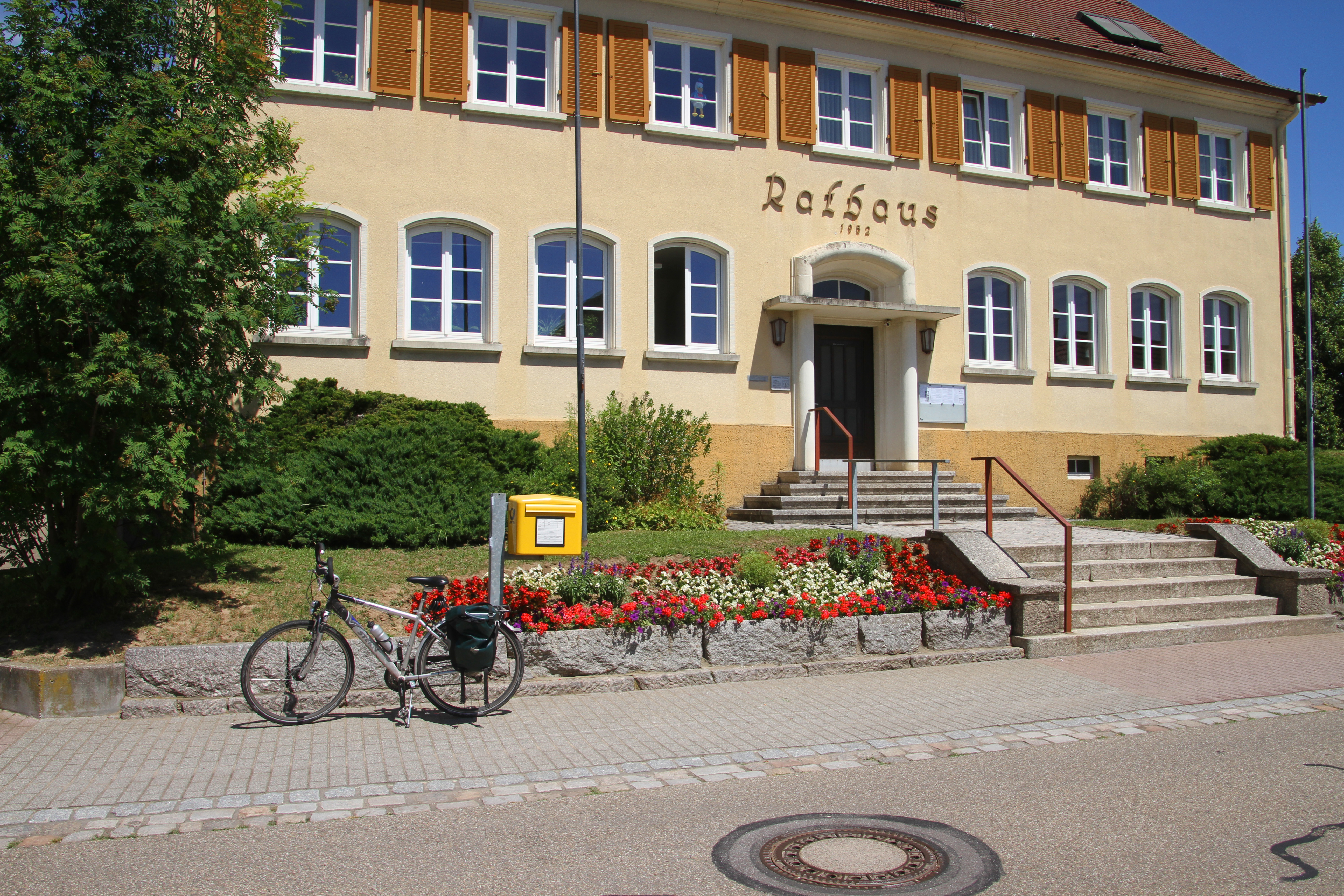
Rathaus

Sasbachried ist ein Stadtteil von Achern im Ortenaukreis in Baden-Württemberg.
Sasbachried ist eine Ortschaft im Sinne der baden-württembergischen Gemeindeordnung, das heißt, es gibt jeweils einen von den Wahlberechtigten bei jeder Kommunalwahl zu wählenden Ortschaftsrat mit einem Ortsvorsteher als Vorsitzenden. Zum Stadtteil Sasbachried gehören das Dorf Sasbachried und das Gehöft Malg(Malch)hurst.
Sasbachried wurde 1697 als aus dem Rieth erstmals erwähnt. Es wurde von Sasbach aus aufgesiedelt und teilte daher auch dessen Geschicke, gehörte also zum Oberamt Oberkirch der Herrschaft Straßburg und kam 1803 an Baden und zum Bezirksamt Achern. Bei der Auflösung des Amtsbezirks Achern 1924 kam Sasbachried zum Bezirksamt Bühl sowie 1939 zum Landkreis Bühl.
Im 19. Jahrhundert wurde Sasbachried als eigenständige Gemeinde von Sasbach getrennt. Diese wurde am 1. Januar 1973 nach Achern eingemeindet.

Die Blasonierung des ehemaligen Gemeindewappens lautet: „In Rot eine silberne Lilie.“